# Mysidia quadrifascia
Mysidia quadrifascia är en insektsart som beskrevs av Walker 1858. Mysidia quadrifascia ingår i släktet Mysidia och familjen Derbidae. Inga underarter finns listade i Catalogue of Life.